# Cosmosoma exomelan
Cosmosoma exomelan là một loài bướm đêm thuộc phân họ Arctiinae, họ Erebidae.